# F. R. David
Elli Robert Fitoussi (Menzel Bourguiba, Gobernación de Bizerta, Túnez, África del Norte; 1 de enero de 1947), más conocido por su nombre artístico F. R. David, es un músico francés de origen tunecino que alcanzó los primeros lugares en las listas de popularidad de todo el mundo con su disco en solitario Words, de 1983.

## Trayectoria
La carrera de este cantautor francés se inicia en los años setenta como guitarrista del músico griego Vangelis, principalmente durante sus giras de conciertos, lo que le dio experiencia de escenario y le permitió desarrollarse en el mundo del espectáculo.
Sus características son sus anteojos de sol y su guitarra (una Fender Stratocaster de color blanco).
Grabó con Vangelis un álbum denominado Earth, y justo después se unió al grupo francés de rock Les Variations, convirtiéndose en el cantante principal de dicha agrupación,  que vino a ser uno de esos raros grupos que exportaron música rock por todo el mundo. El grupo se disolvería tiempo después, pero Fitoussi permaneció en los Estados Unidos durante aproximadamente cinco años, trabajando al lado de estrellas como los Doobie Brothers, Richie Evans, Toto y otros.
Regresó a Francia al enterarse de que su tema Words se había convertido en un éxito arrollador en Europa.
Su paso a la historia de la música se dio al lograr vender más de 8 millones de copias de su sencillo Words en todo el mundo. La permanencia de su tema en las listas de popularidad duró desde finales de 1982 hasta entrado el verano de 1983. En La Paz, Bolivia, fue el número 1 de toda la década de los años 80, según el top 1000 del decenio. El tema —considerado por muchos entre estilo high energy y balada pop— se caracterizaba por una voz de matices suaves y agudos. A pesar de su intenso trabajo en el mundo musical, el éxito no volvería a sonreírle nuevamente y quedó catalogado como «artista de un solo hit».
En 1983 Thomas Anders (que después formaría el famoso grupo Modern Talking) realizó un cover de la canción Pick Up The Phone en idioma alemán.
De menor trascendencia fueron los siguientes trabajos musicales de David, bajo la modalidad de high energy, los temas Music, Take me back, no lograrían figurar con la magnitud de Words.
Hacia 1986 presentó Sahara Night.
En 1987 grabó su álbum Reflections, del cual el tema Don't go fue popular sobre la base de su lanzamiento por videoclip.
En 1993 lanzó su tema I’ll try to love again que le permitió seguir vigente.
Hacia 1999 realizó un remake de su único hit mundial Words, con variaciones mix y eurodance.
A pesar de considerarse a sí mismo como un cantautor de hechura auténtica, la publicación de sus trabajos musicales ha sido esporádica, lo que ha propiciado que su trayectoria inicialmente de éxito haya venido a menos por su escasez. Recientemente trabaja en canciones con un manejo sinfónico en sus arreglos musicales.
Reside regularmente en Saint-Germain-des-Prés (París).[cita requerida]

## Discografía

### Álbumes
- Words (1982)
- Long Distance Flight (1984)
- Reflections (1987)
- Words 2000 (1999)
- The Wheel (2007)
- Numbers (2009)
- Midnight Drive (2014)

### Sencillos
- Black Jack / Bouge, secoue-toi (1981)
- Words  (1982)
- Take Me Back (1982)
- Rocker Blues (1982)
- I Need You (1983)
- Pick Up The Phone (1983)
- Music (1983)
- Play A Little Game (1983)
- Gotta Get A Move On (1983)
- Givin It Up (1983)
- Dream Away (1984)
- This Time I Have To Win (1984)
- Good Times (1984)
- Liberty (1984)
- Sahara Night (1986)
- Don't go (1987)
- Stay (1987)
- I'll Try To Love Again (1992)
- Your Love Shines (2018)
- Paris Is Her Home' (2018)
- I Won’t Forget You (2025)

### Recopilaciones
- Rocker Blues (1986, edición argentina realizada con canciones de "Words" y "Long distance flight")
- Greatest Hits (1991)
- Songbook - Recopilatorio 2 CD (2003)